# Aldo Zulian
Aldo Zulian (1935 circa) è un ex sciatore alpino e allenatore di sci alpino italiano.

## Biografia
Sciatore polivalente, Aldo Zulian debuttò in campo internazionale in occasione del trofeo 3-Tre 1957 (Madonna di Campiglio, 15-17 febbraio), dove si classificò 13º nella discesa libera e 14º nello slalom gigante; nel 1959 si piazzò 7º nello slalom gigante e 5º nello slalom speciale del trofeo Ruben Blan (Sankt Moritz, 23-25 gennaio), nel 1960 vinse la Coppa Ilio Colli a Cortina d'Ampezzo e la medaglia d'argento nella discesa libera e nello slalom gigante ai Campionati italiani. Continuò a prendere parte a gare in Italia fino al 1965; non partecipò a rassegne olimpiche o iridate e dopo il ritiro divenne allenatore e maestro di sci a Sauze d'Oulx, dove seguì tra gli altri il giovane Piero Gros.

## Palmarès

### Classiche
Coppa Ilio Colli
- 1 vittoria (Cortina d'Ampezzo 1960)

### Campionati italiani
- 2 medaglie[7]:
  - 2 argenti (discesa libera, slalom gigante nel 1960)